# کسوف کامل (فیلم ۱۹۹۳)
کسوف کامل (به انگلیسی: Full Eclipse) یک فیلم علمی تخیلی و جنایی آمریکایی محصول سال ۱۹۹۳ به کارگردانی آنتونی هیکاکس با بازی ماریو فن پیبلز و بروس پین است. داستان در لس آنجلس اتفاق می‌افتد، جایی که اداره پلیس یک تیم منحصربه‌فرد از افسران را گرد هم آورده‌است که توانایی تبدیل شدن به گرگینه را دارند. شعار فیلم این بود: یک نیروی پلیس جدید در خیابان‌ها حضور دارند و فقط شب‌ها بیرون می‌آیند.